# بروکس کاری
بروکس کاری (انگلیسی: Brooks Curry؛ زادهٔ ۲۰ ژانویهٔ ۲۰۰۱) شناگر اهل ایالات متحده آمریکا است.
وی در مسابقات کشوری و بین‌المللی در مجموع برندهٔ ۲ مدال طلا، ۱ مدال نقره، ۱ مدال برنز شده‌است.